# Mišnjak (Šipan)
Koordinati:   42°45′31″N, 17°49′53″E
Mišnjak je majhen nenaseljen otoček v Jadranskem morju. Pripada Hrvaški.
Mišnjak leži okoli 0,3 km severno od rta Stan brod na otoku Šipan. Njegova površina meri 0,025 km². Dolžina obalnega pasu je 0,64 km. Najvišja točka na otočku doseže višino 13 mnm. 